# Boys24
Boys24 (hangul: 소년24 Sonyeon Ishipsa, zapis stylizowany: BOYS24) – południowokoreański przeddebiutowy boysband utworzony przez CJ E&M w wyniku programu survivalowego o tej samej nazwie. Grupa składa się z 27 osób podzielonych na cztery „unity”: Unit White, Unit Sky, Unit Green, Unit Yellow. Grupa regularnie występowała w swojej własnej sali koncertowej.
Po 260 koncertach, finałowa grupa została wybrana podczas BOYS24 The Final, w jej skład weszło ośmiu członków: Yoo Young-doo, Jeong Yeon-tae, Hwang In-ho, Han Hyun-uk, Isaac Voo, Lee In-pyo, Kim Jin-sub i Kim Sung-hyun. Zadebiutowali 26 października 2017 roku jako IN2IT.

## Historia
10 stycznia 2016 roku CJ E&M ogłosiło, że w ciągu najbliższych trzech lat zainwestuje 25 miliardów wonów w nowy boysband, który będzie występował przez cały rok w stałym miejscu. CJ E&M nazwało zespół i projekt „Boys24” i wyemitowało cały proces, od wyboru członków po występy przed publicznością. Przesłuchania odbywały się w dniach od 18 stycznia do 19 lutego 2016 roku. Jednak ze względu na ogromną liczbę zgłoszeń, przekraczającą 4000, końcowa data przesłuchania została przesunięta na 11 marca Czterdziestu dziewięciu uczestników, którzy przeszli przesłuchanie, rywalizowali ze sobą w programie survivalowym.
Po zakończeniu programu grupa koncertowała od trzech do pięciu dni w tygodniu. Pierwszy koncert odbył się 22 września 2016 roku w Boys 24 X Booto Hall w Myeong-dong w Seulu.
W lipcu 2016 roku grupa ogłosiła, że oficjalną nazwą fanklubu jest H:Our. 25 sierpnia 2016 roku grupa wystąpiła w programie M Countdown wykonując swoją piosenkę „Rising Star”. We wrześniu 2016 roku Unit Yellow zostali wybrani jako modele napoju jęczmiennego Saessag Boli (kor. 새싹 보리), sprzedawanego przez CJ Health Care. 10 września 2016 roku Unit Yellow i Unit Sky odbyli pierwsze spotkanie z fanami w Hongkongu. 27 i 28 września 2016 grupa zorganizowała spotkanie z prasą "Boys24 Live Preview" we własnej sali, w celu promowania własnego koncertu.
2 listopada 2016 roku ukazał się teledysk do piosenki Unit Yellow – „E”, jako nagroda za bycie MVP Unit. Utwór ukazał się także na stronach muzycznych i znalazł się 1. miejscu muzycznej listy Mnet. 3 listopada Unit Yellow i Unit Sky pojawili się w M Countdown, gdzie wykonali piosenkę „E”. Tydzień później wszystkie unity z grupy pojawiły się w programie M Countdown, gdzie ponownie wykonali piosenkę „E”.
1 grudnia 2016 roku grupa ogłosiła, że nawiązali współpracę z DIA TV w ramach programu Monthly Idol. 7 grudnia 2016 grupa wydała dwie wersje swojego pierwszego koncertowego albumu z koncertu BOYS24 LIVE w formacie CD. Pierwsza wersja albumu została nagrana przez Unit White i Unit Green, podczas gdy druga wersja płyty została nagrana przez Unit Sky i Unit Yellow. Albumy są dostępne tylko w sklepach elektronicznych w BOYS24 Hall.
14 lutego 2017 roku Lee Hwa-young został usunięty z grupy, a jego umowa została anulowana po tym jak jego nagranie z obraźliwymi komentarzami na temat fanów wyciekło do mediów.
5 marca 2017 grupa zorganizowała koncert BOYS24 The 1st Semi-Final w Hall of Peace w Kyung Hee University (dzielnica Dongdaemun w Seulu). Koncert był transmitowany na żywo przez Mnet i M2. Podczas koncertu Park Do-ha, Jin Sung-ho, Hwang In-ho, Oh Jin-seok, Kim Sung-hyun, Kim Yong-hyun, Jung Yeon-tae, Yoo Young-doo oraz Han Hyun-uk zostali wybrani jako pierwsza grupa promocyjna (Unit Black) na okres trzech miesięcy. Grupa promocyjna występowała podczas KCON Japan, w programach muzycznych i programach rozrywkowych.
10 marca 2017 roku CJ E&M i Liveworks poinformowały, że Jin Sung-ho opuści pierwszą grupę promocyjną, ale nadal pozostanie w grupie Boys24, w efekcie kontrowersji dotyczącej jego przeszłego zachowania w gimnazjum. Pierwsza jednostka promocyjna będzie kontynuowała aktywności jako ośmioosobowa grupa. 23 marca 2017 roku grupa poinformowała, że oficjalną nazwą grupy promocyjnej jest Unit Black. Nazwa została wybrana przez fanów w drodze głosowania podczas specjalnego eventu, który został ogłoszony w oficjalnej fan cafe. 11 kwietnia 2017 roku Unit Black wydał swój pierwszy singel „Steal Your Heart”, prezentując piosenkę w programie M Countdown.
12 sierpnia odbył się koncert BOYS24 The Final w Seoul Olympic Park, kończący projekt survivalowy Boys24 po roku i sześciu miesiącach. Koncert był transmitowany na żywo przez V Live. Hwang In-ho, Jung Yeon-tae, Kim Jin-sub, Kim Sung-hyun, Yoo Young-doo, Isaac Voo i Jin Sung-ho zostali ogłoszeni jako członkowie finalnej grupy, wybrani w głosowaniu przez fanów, a Lee In-pyo i Han Hyun-uk zostali wybrani przez firmę jako Wild Card, tworząc pełny skład 9-osobowej grupy. Grupa finałowa rozpoczęła swoją promocję za granicą, od 26 sierpnia w Japonii, a we wrześniu na zaproszenie Organizacji Turystyki Korei udali się do Kazachstanu.
14 sierpnia 2017 roku MMO Entertainment kierująca zespołem ogłosiła, że Jin Sung-ho opuścił zespół z powodu odmiennych poglądów muzycznych.

## ProgramBOYS24
BOYS24 – południowokoreański survivalowy reality show transmitowany na antenie Mnet i tvN od 18 czerwca do 6 sierpnia 2016 roku, w soboty o godz. 22:00. W programie wzięło udział 49 uczestników.

### MC & Masters
- Oh Yeon-seo (MC)
- Shin Hye-sung (Director)
- Lee Min-woo (Director)
- Jeon Bong-jin (Vocal Master)
- Ha Hwi-dong (Dance Master)
- Vasco (Rap Master)
- Yoo Jae-hwan (Special Vocal Master)
- Basick (Special Rap Master)
- Choi Young-joon (Special Dance Master)

### Zwycięzcy
Zwycięzcami BOYS24 zostali Unit Yellow, Unit White, Unit Green oraz Unit Sky. Unit Yellow została wybrana jako zespół MVP i otrzymała 200 milionów wonów inwestycji w ich produkcję muzyczną i promocję. Sangmin z Unit Sky wycofał się z BOYS24 z przyczyn osobistych, w tym kwestii zdrowotnych. W celu wybrania pięciu zawodników, którzy wcześniej zostali wyeliminowani w programie, aby zastąpić pozycję Sangmina, przeprowadzono głosowanie online. Głosowanie trwało od 10 do 15 sierpnia, a zwycięzców ogłoszono 16 sierpnia. Pięciu uczestników z najwyższą liczbą głosów to Jin Sung-ho, Jung Yeon-tae, Han Hyun-uk, Kim Sung-hyun i Tak Jin-kyu. Jin Sung-ho został dodany do Unit Green, Jung Yeon-tae do Unit Yellow, Kim Sung-hyun do Unit White, Han Hyun-uk i Tak Jin-kyu do Unit Sky.

## Członkowie
W ostatnim odcinku programu grupa pierwotnie składała się z dwudziestu czterech członków, którzy zostali podzieleni na cztery „unity”: Unit Yellow, Unit White, Unit Green i Unit Sky, z których każda składała się z sześciu członków. Jednak wkrótce po zakończeniu programu, Lee Sang-min odszedł z grupy, a w jego miejsce przywrócono pięciu wyeliminowanych członków. W skład każdej z grup weszło siedmiu członków, a ogółem grupa składała się z dwudziestu ośmiu osób. Grupa w tym składzie występowała od 22 września 2016 roku do 19 marca 2017 roku.

10 lutego 2017 roku Lee Hwa-young przestał występować na koncertach, a 14 lutego został usunięty z grupy.

### Obecni członkowie
| Imię                   | Data urodzenia            | Uwagi         |
| ---------------------- | ------------------------- | ------------- |
| Park Do-ha (박도하)    | 27 marca 1992(dts)        | Lider, Top 2, |
| Yoo Young-doo (유영두) | 1 kwietnia 1992(dts)      | [ a ]         |
| Lee Lo-uoon (이로운)   | 15 września 1993(dts)     |               |
| Isaac Voo (부아이젝)   | 12 grudnia 1994(dts)      |               |
| Oh Jin-seok (오진석)   | 1 lipca 1994(dts)         | Top 7,        |
| Go Ji-hyeong (고지형)  | 23 marca 1995(dts)        |               |
| Kang San (강산)        | 28 października 1995(dts) |               |

| Imię                   | Data urodzenia        | Uwagi         |
| ---------------------- | --------------------- | ------------- |
| Hwang In-ho (황인호)   | 21 czerwca 1993(dts)  | Lider, Top 1, |
| Jung Min-hwan (정민환) | 26 lipca 1995(dts)    |               |
| Lee In-pyo (이인표)    | 14 sierpnia 1995(dts) | Top 6         |
| Shin Jae-min (신재민)  | 8 czerwca 1996(dts)   |               |
| Kim Yong-hyun (김용현) | 13 września 1996(dts) | Top 4,        |
| Lee Chang-min(이창민)  | 19 lutego 1997(dts)   |               |
| Chae Ho-cheol (채호철) | 8 listopada 1997(dts) |               |

| Imię                    | Data urodzenia        | Uwagi |
| ----------------------- | --------------------- | ----- |
| Tak Jin-kyu (탁진규)    | 10 lutego 1994(dts)   | Lider |
| Jin Sung-ho (진성호)    | 18 lipca 1994(dts)    | Top 5 |
| Han Hyun-uk (한현욱)    | 26 września 1994(dts) | [ a ] |
| Choe Chan-i (최찬이)    | 14 czerwca 1995(dts)  |       |
| Lee Hae-joon (이해준)   | 16 sierpnia 1995(dts) |       |
| Kim Hong-in (김홍인)    | 4 września 1995(dts)  |       |
| Park Yong-kwon (박용권) | 22 maja 1996(dts)     |       |

| Imię                     | Data urodzenia         | Uwagi  |
| ------------------------ | ---------------------- | ------ |
| Jung Yeon-tae (정연태)   | 6 lipca 1992(dts)      | Top 3, |
| Choi Seong-hwan (최성환) | 30 czerwca 1994(dts)   |        |
| Choi Jae-hyun (최재현)   | 25 lipca 1995(dts)     |        |
| Kim Jin-sub (김진섭)     | 3 stycznia 1996(dts)   |        |
| Kim Sung-hyun (김성현)   | 16 marca 1996(dts)     | [ a ]  |
| Lee Woo-jin (이우진)     | 22 listopada 1996(dts) |        |

## Dyskografia

### Single
| Rok                                            | Tytuł                            | Nagrany przez | Album              |
| ---------------------------------------------- | -------------------------------- | ------------- | ------------------ |
| 2016                                           | "Rising Star"                    | BOYS24        | –                  |
| 2016                                           | "YOLO"                           | Unit Yellow   | BOYS24 FINAL STAGE |
| 2016                                           | "BOP"                            | Unit Sky      | BOYS24 FINAL STAGE |
| 2016                                           | "Candy Shop"                     | Unit Green    | BOYS24 FINAL STAGE |
| 2016                                           | "Time Leap"                      | Unit White    | BOYS24 FINAL STAGE |
| 2016                                           | "Starlight"                      | Unit Red      | BOYS24 FINAL STAGE |
| 2016                                           | "24"                             | BOYS24        | BOYS24 FINAL STAGE |
| 2016                                           | "E (Unit Yellow ver.)"           | Unit Yellow   | –                  |
| 2016                                           | "E"                              | BOYS24        | –                  |
| 2017                                           | "Steal Your Heart" (kor. 뺏겠어) | Unit Black    | Steal Your Heart   |
| "–" oznacza, że wydawnictwo nie było notowane. |                                  |               |                    |

## Filmografia
- Wiki BOYS24 (kor. 위키 소년24; Mnet, 2017)